# Parafia św. Spirydona w Nicei
Parafia św. Spirydona – etnicznie grecka parafia prawosławna w Nicei, działająca od 1955. Została zorganizowana przez społeczność grecką obecną w mieście od lat 30. XX wieku. Od 1950 w Nicei nieregularnie odprawiana była Święta Liturgia w języku greckim. Nabożeństwa odbywały się w budynku cerkwi św. Mikołaja i św. Aleksandry w Nicei, pomocniczej świątyni parafii św. Mikołaja w Nicei, podlegającej patriarsze Konstantynopola i grupującej głównie prawosławnych narodowości rosyjskiej. Parafia grecka powstała dopiero w 1955, a jej pierwszym proboszczem został ks. Callistos Vafias. Z pomocą greckiego konsulatu udało się jej również zakupić zabytkowy budynek willi w Nicei, w której rozlokowano mieszkanie proboszcza oraz kaplicę domową, poświęconą 25 marca 1957.  